# 弘明寺駅 (京急)

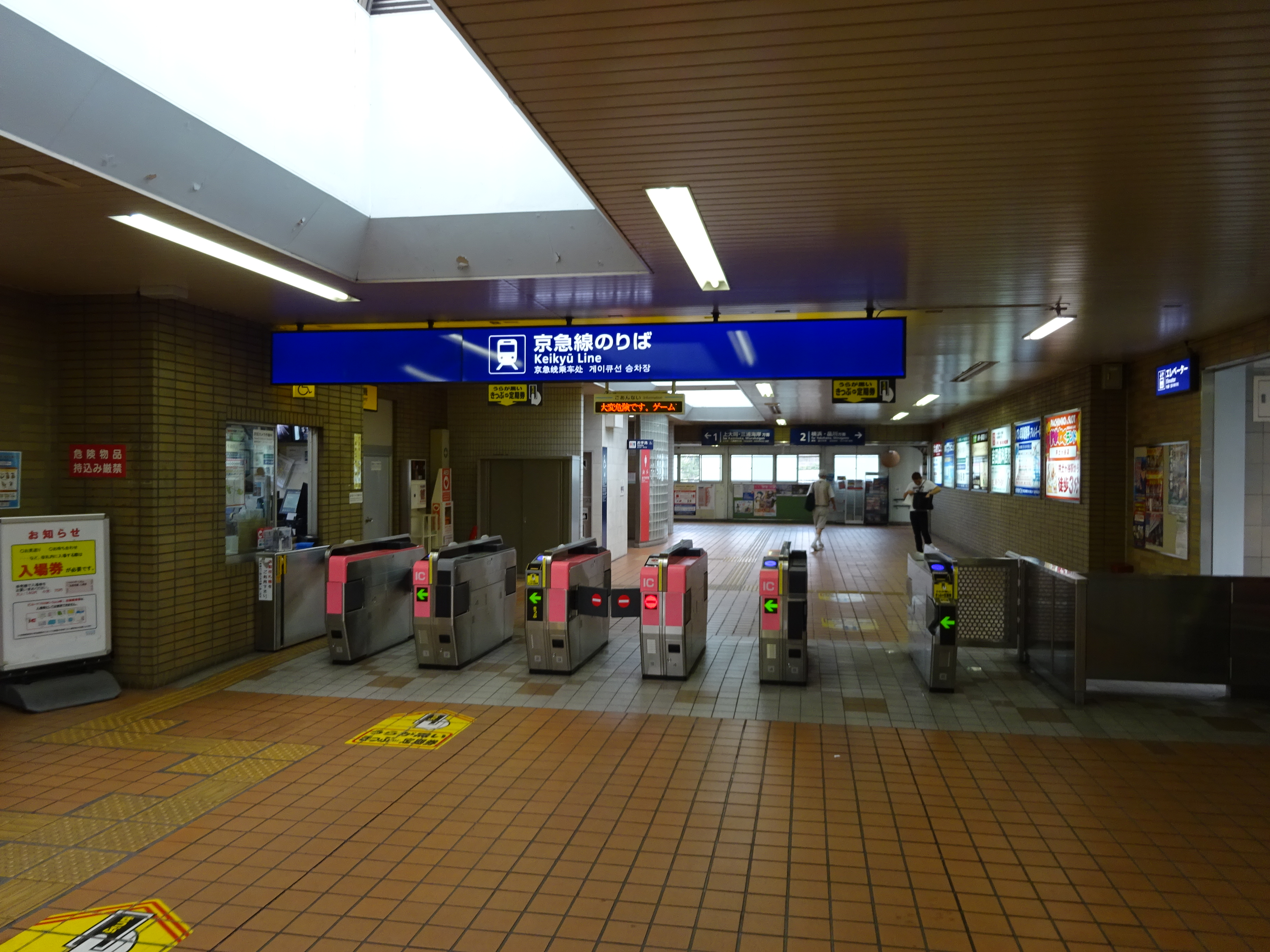
改札口（2016年8月）

弘明寺駅（ぐみょうじえき）は、神奈川県横浜市南区弘明寺町にある、京浜急行電鉄本線の駅である。駅番号はKK43。難読駅の一つである。

## 歴史
湘南電気鉄道が黄金町駅 - 浦賀駅・湘南逗子駅（現：逗子・葉山駅）を開通させた際に開業した。駅用地は弘明寺の裏山を買収したもので、駅舎を寺社造りとすることを条件に提供された。なお、1914年には横浜電気鉄道（後の横浜市電弘明寺線、1968年廃止）の軌道線が弘明寺停留場まで開業していたが、こちらは後年開業した横浜市営地下鉄と同様に鎌倉街道上へ敷設されており、当駅からは離れていた。
開業後は利用者の増加に伴い改良が進められ、橋上駅舎化や駅前整備、ホームの延長などが実施されている。1987年にはホーム有効長を8両編成対応とし、急行が夕夜間の下りおよび朝ラッシュ時に限り停車することとなった。しかし列車運行形態の変更に伴い、1999年以降は再び普通のみの停車となっていたが、2010年のダイヤ改正で11年ぶりに当駅停車の優等列車が設定された。
- 1930年（昭和5年）4月1日 - 湘南電気鉄道の駅として開業。複線、直流 1500V 電化。
- 1936年（昭和11年）12月25日 - 架線電圧を 1500V から 600V に降圧。
- 1941年（昭和16年）
  - 2月3日 - ホームの南側に渡り線を設置し、当駅折返し列車を設定（1944年以前に廃止）[4]。
  - 11月1日 - 湘南電気鉄道買収により京浜電気鉄道の駅となる。
- 1942年（昭和17年）5月1日 - 京浜電気鉄道が東京急行電鉄（大東急）に統合され、東急湘南線の駅となる。
- 1945年（昭和20年）12月 - 架線電圧を 600V から 1500V に昇圧。
- 1948年（昭和23年）6月1日 - 大東急から京浜急行電鉄が分離発足、京急本線の駅となる。
- 1969年（昭和44年）10月 - ホームを延長し、6両編成対応となる。跨線橋を設置し構内踏切廃止[1]。
- 1984年（昭和59年）12月 - 橋上駅舎化。
- 1985年（昭和60年）4月 - 駅前広場および駐輪場の整備が完了[1]。
- 1987年（昭和62年）12月13日 - ホームを再び延長し、8両編成対応となる。急行の臨時停車を開始[5]。
- 1999年（平成11年）7月31日 - 白紙ダイヤ改正により、京急蒲田駅 - 新逗子駅の区間で急行の運行を廃止。普通のみの停車となる。
- 2010年（平成22年）5月16日 - ダイヤ改正により新設されたエアポート急行（現在は急行に改称）の停車駅となる。

## 駅構造

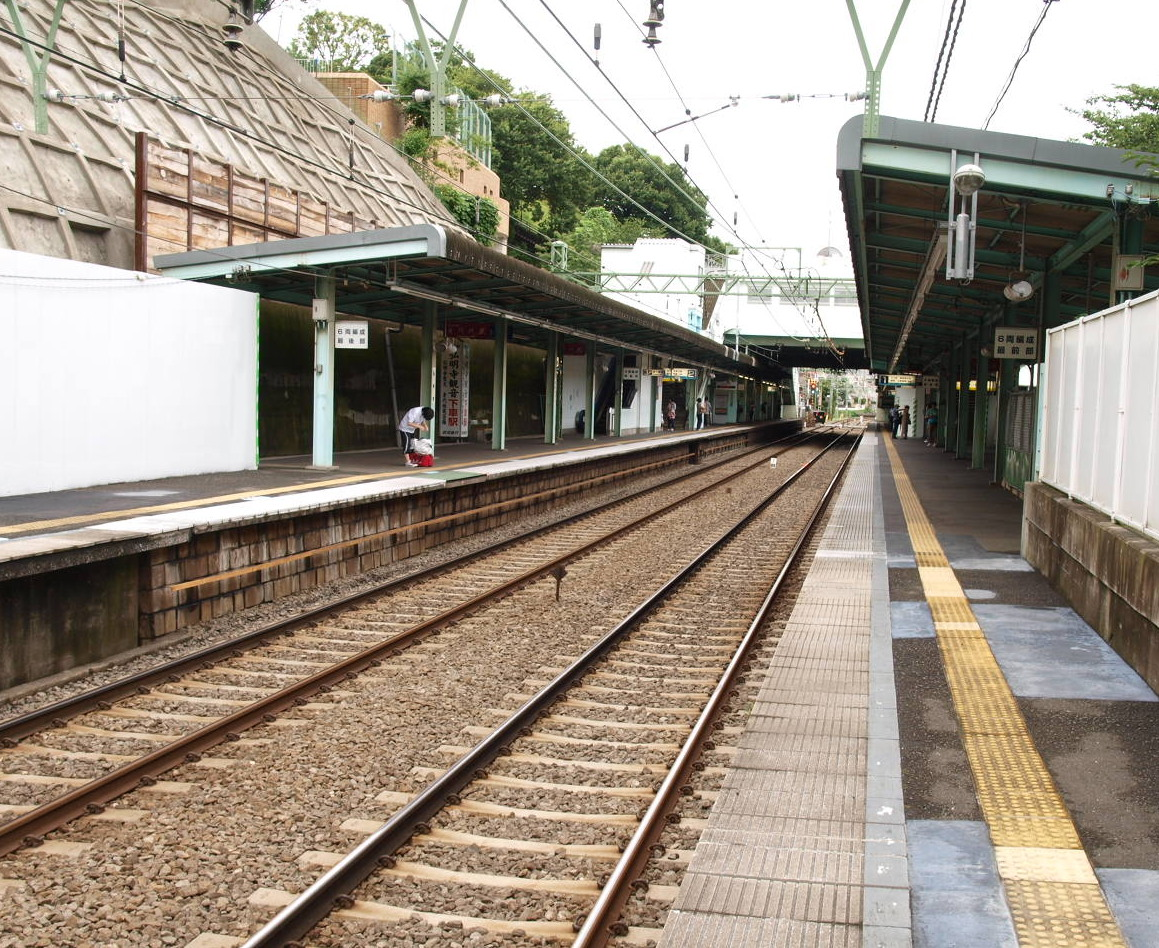
ホーム（2010年8月）

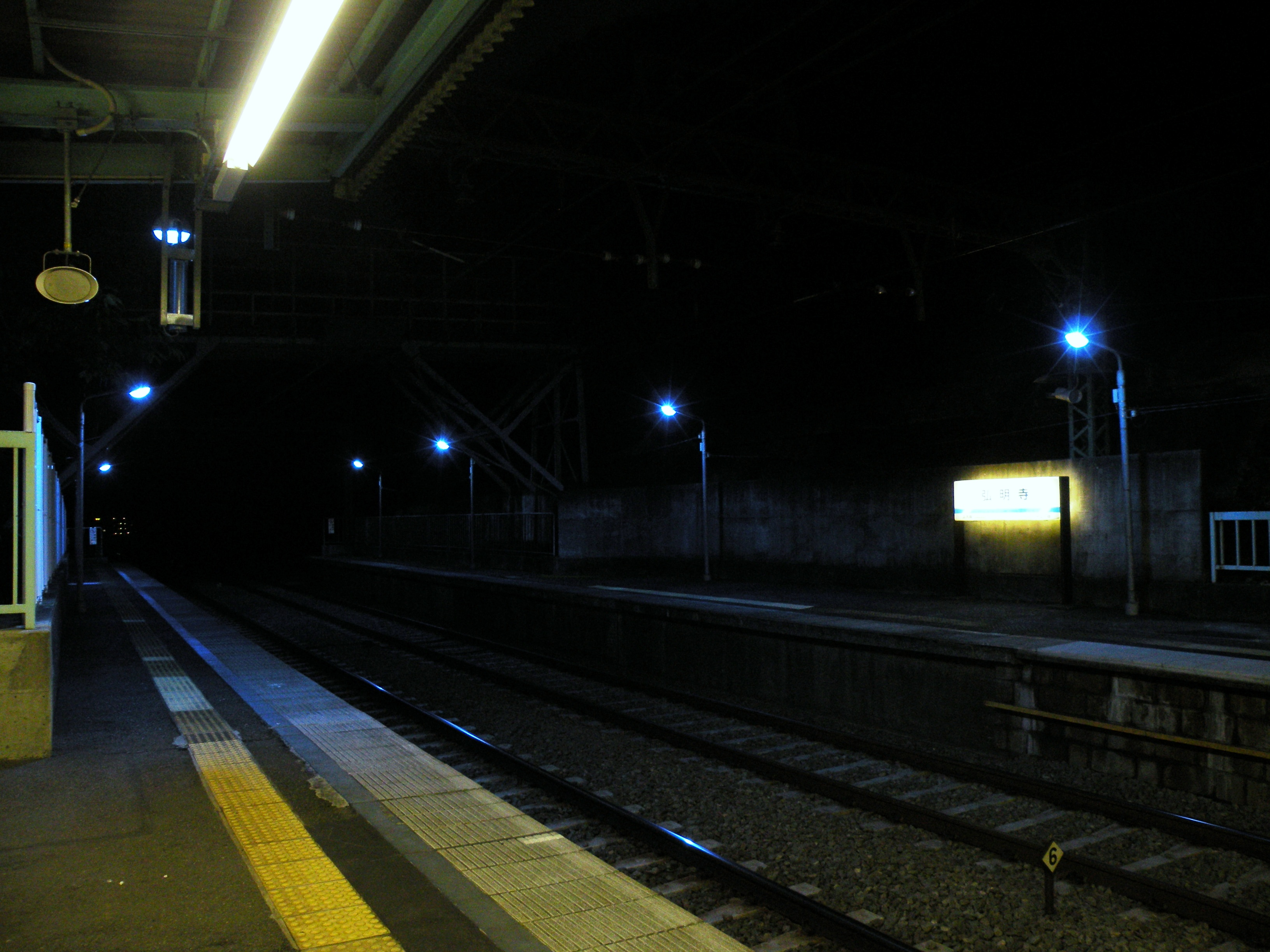
試験導入された青色防犯灯

8両編成対応の相対式ホーム2面2線を持つ地上駅で、橋上駅舎を有している。ホームはおおむね南北方向に伸びており、駅舎は北側に位置する。
開業時は弘明寺を模した朱塗り瓦屋根の個性的な駅舎だったが、利用者増加に伴い1984年（昭和59年）12月、近代的な橋上駅舎に建て替えられた。

### のりば
| 番線 | 路線 | 方向 | 行先                 |
| ---- | ---- | ---- | -------------------- |
| 1    | 本線 | 下り | 上大岡・三浦海岸方面 |
| 2    | 本線 | 上り | 横浜・品川方面       |

ホーム上大岡寄りの照明には、自殺による死傷事故抑制のために青色防犯灯が試験的に導入されている。

## 利用状況
横浜市統計書によると2022年度の1日平均乗降人員は26,055人（乗車人員：12,798人、降車人員：13,257人）である。
2020年度の1日平均乗降人員は23,181人であり、京急線全72駅中18位。
近年の1日平均乗降人員と乗車人員の推移は下表の通り。
| 年度               | 1日平均 乗降人員 | 1日平均 乗車人員 | 出典     |
| ------------------ | ---------------- | ---------------- | -------- |
| 1980年（昭和55年） |                  | 14,567           |          |
| 1981年（昭和56年） |                  | 14,734           |          |
| 1982年（昭和57年） |                  | 15,085           |          |
| 1983年（昭和58年） |                  | 15,268           |          |
| 1984年（昭和59年） |                  | 15,192           |          |
| 1985年（昭和60年） |                  | 15,230           |          |
| 1986年（昭和61年） |                  | 15,732           |          |
| 1987年（昭和62年） |                  | 15,645           |          |
| 1988年（昭和63年） |                  | 16,090           |          |
| 1989年（平成元年） |                  | 16,268           |          |
| 1990年（平成02年） |                  | 16,381           |          |
| 1991年（平成03年） |                  | 16,383           |          |
| 1992年（平成04年） |                  | 16,340           |          |
| 1993年（平成05年） |                  | 16,268           |          |
| 1994年（平成06年） |                  | 16,049           |          |
| 1995年（平成07年） |                  | 15,950           | [ * 1 ]  |
| 1996年（平成08年） |                  | 15,173           |          |
| 1997年（平成09年） |                  | 14,622           |          |
| 1998年（平成10年） |                  | 14,289           | [ * 2 ]  |
| 1999年（平成11年） |                  | 13,905           | [ * 3 ]  |
| 2000年（平成12年） | 27,887           | 13,790           | [ * 3 ]  |
| 2001年（平成13年） | 27,637           | 13,708           | [ * 4 ]  |
| 2002年（平成14年） | 27,617           | 13,651           | [ * 5 ]  |
| 2003年（平成15年） | 28,262           | 13,866           | [ * 6 ]  |
| 2004年（平成16年） | 28,282           | 13,888           | [ * 7 ]  |
| 2005年（平成17年） | 28,350           | 13,930           | [ * 8 ]  |
| 2006年（平成18年） | 28,391           | 13,923           | [ * 9 ]  |
| 2007年（平成19年） | 28,738           | 14,084           | [ * 10 ] |
| 2008年（平成20年） | 29,448           | 14,342           | [ * 11 ] |
| 2009年（平成21年） | 29,900           | 14,303           | [ * 12 ] |
| 2010年（平成22年） | 29,082           | 14,163           | [ * 13 ] |
| 2011年（平成23年） | 28,601           | 13,913           | [ * 14 ] |
| 2012年（平成24年） | 28,745           | 14,014           | [ * 15 ] |
| 2013年（平成25年） | 29,379           | 14,340           | [ * 16 ] |
| 2014年（平成26年） | 29,494           | 14,372           | [ * 17 ] |
| 2015年（平成27年） | 29,935           | 14,570           | [ * 18 ] |
| 2016年（平成28年） | 30,279           | 14,780           | [ * 19 ] |
| 2017年（平成29年） | 30,386           | 14,813           | [ * 20 ] |
| 2018年（平成30年） | 30,115           | 14,685           | [ * 21 ] |
| 2019年（令和元年） | 29,663           | 14,441           | [ * 22 ] |
| 2020年（令和02年） | 23,181           | 11,321           |          |

## 駅周辺
駅のすぐ東側に瑞応山蓮華院弘明寺が位置し、周辺はその門前町として栄えてきた土地である。当駅付近から鎌倉街道にかけて東西に伸びる弘明寺かんのん通りは商店街（弘明寺商店街）として発展した。1957年（昭和32年）には全長270mのアーケードが架けられ、2001年（平成13年）に架け替えられると312mの規模となった。商店街を東へ抜けた地点を南北に延びる鎌倉街道の地下には横浜市営地下鉄ブルーライン弘明寺駅が設置されているが、当駅からは約600m離れている。
商店街の中ほどを横切る大岡川に架かる観音橋から井土ヶ谷駅近くの鶴巻橋に至る川沿いは、「大岡川プロムナード」と呼ばれる桜並木になっており、桜開花の季節になると地元の花見客らで賑わう。
また、駅の南方には京急グループの京急開発が運営する「黒湯天然温泉 みうら湯」（スーパー銭湯）が立地する。ここでは2008年9月までは三浦市で採取した海洋深層水を使用していた。2015年4月1日には頭上を走る京急本線高架の耐震補強工事のため一時休館となったが、ちょうど1年後の2016年4月1日より営業を再開（リニューアルオープン）している。なお企画乗車券として、京急線各駅から弘明寺駅までの往復乗車券とみうら湯の入湯割引券をセットにした「弘明寺みうら湯きっぷ」も発売されている。
その他の主な施設
- 弘明寺公園
  - 横浜市南図書館
  - 弘明寺公園プール
- 横浜市立南中学校
- 横浜弘明寺郵便局
- 横浜市大岡地区センター
- 横浜市南スポーツセンター
- 神奈川県南警察署
- 横浜国立大学教育学部附属横浜中学校
- 横浜国立大学教育学部附属特別支援学校
- 横浜国立大学留学生会館
- 横浜市立横浜総合高等学校 - 定時制単位制の高等学校。神奈川県立大岡高等学校の跡地を利用している。
- 神奈川県立横浜国際高等学校
- 放送大学神奈川学習センター
- 食品館あおば弘明寺店

## バス路線
駅前への乗入れはないが、北側徒歩2分ほどの平戸桜木道路上に、神奈川中央交通の弘明寺口バス停がある。
また、南側の弘明寺商店街を通り徒歩10分ほどの市営地下鉄弘明寺駅付近には弘明寺バス停がある。こちらについては弘明寺駅 (横浜市営地下鉄)#バス路線を参照。
弘明寺口
- 井土ヶ谷方面乗り場
  - 戸01・東01・井10・井11・井12 - 井土ヶ谷下町行
  - 横43・横44 - 横浜駅東口行（羽衣町・桜木町駅経由）
  - 戸45 - 桜木町駅行（南区総合庁舎・羽衣町経由） ※平日のみ
- 戸塚方面乗り場
  - 戸01・横43 - 戸塚駅東口行
  - 横44・戸45 - 戸塚駅東口行（こども医療センター経由）
  - 東01 - 東戸塚駅東口行（こども医療センター経由）
  - 井10 - こども医療センター行（別所中里台経由）
  - 井12 - 横浜パークタウン・横浜パークタウン第一降車場行 ※横浜パークタウン第一降車場行は朝のみ
- 南永田団地方面乗り場
  - 井11 - 南永田団地行

## 隣の駅
京浜急行電鉄
 本線
■快特・■特急
通過
■急行・■普通
井土ヶ谷駅 (KK42) - 弘明寺駅 (KK43) - 上大岡駅 (KK44)